# Albeni
Albeni es una comuna ubicada en el distrito de Gorj, Rumania.

## Superficie
Cuenta con una superficie de 45,11 kilómetros cuadrados.

## Demografía
Hasta 2021 la población era de 2502 habitantes, con una densidad de población de 55,46 habitantes por kilómetro cuadrado.